# Antonio Bonet Correa
Antonio Bonet Correa (ur. 20 października 1925 w A Coruña, zm. 22 maja 2020 w Madrycie) – hiszpański historyk i krytyk sztuki, wykładowca uniwersytecki.
W 1948 ukończył studia na wydziale nauk humanistycznych na Uniwersytecie w Santiago de Compostela. Później studiował w Institut d’Historie de l’Art Uniwersytetu Paryskiego i ukończył muzeologię w École du Louvre. W latach 1952–1957 był adiunktem na Sorbonie w Paryżu. W 1957 otrzymał doktorat z historii sztuki na Uniwersytecie Complutense w Madrycie i został wyróżniony Premio Nacional Menéndez Pelayo. Od 1959 był adiunktem historii sztuki na Uniwersytecie Complutense, a w latach 1962 i 1963 wykładał w Wyższej Technicznej Szkole Architektury w Madrycie. W 1964 objął stanowisko profesora historii sztuki na Uniwersytecie w Murcji, a w 1967 kierownika Katedry Historii Sztuki Latynoamerykańskiej na Uniwersytecie w Sewilli. W 1973 został kierownikiem katedry historii sztuki na Wydziale Nauk Humanistycznych Uniwersytetu Complutense w Madrycie, a rok później profesorem nadzwyczajnym na Uniwersytecie w Strasburgu. W latach 1981–1983 objął stanowisko prorektora Uniwersytetu Complutense. Jest wykładowcą m.in. Akademii Sztuk Pięknych w Sewilli, Królewska Katalońska Akademia Sztuk Pięknych św. Jerzego w Barcelonie, Narodowej Akademii Sztuk Pięknych w Lizbonie, Narodowej Akademii Sztuk Pięknych w Argentynie oraz Królewskiej Akademii Sztuk Pięknych św. Ferdynanda, której muzeum jest dyrektorem. Jest również członkiem Międzynarodowej Rady Muzeów (ICOM), Międzynarodowego Stowarzyszenia Krytyków Sztuki (AICA) i Międzynarodowego Komitetu Historii Sztuki (CIHA) oraz przewodniczącym Zarządu Klasyfikacji, Wyceny i Eksportu Dóbr Hiszpańskiego Historycznego Dziedzictwa. Opublikował liczne opracowania na temat sztuki latynoamerykańskiej, urbanistyki i hiszpańskiego baroku. W 2016 otrzymał Nagrodę Fundacji Amigos del Museo del Prado.